# میهارا-کو، ساکای

بخش میهارا (به ژاپنی: 美原区 Mihara-ku) یکی از مناطق شهر ساکای در استان اوساکا در ژاپن است.